# Zajęcia pozalekcyjne
Zajęcia pozalekcyjne – zajęcia odbywające się w szkole lub poza jej terenem niebędące częścią obowiązkowego programu szkolnego i mające charakter fakultatywny. Wyróżnia się różne typy zajęć: mające przygotowywać do egzaminów, zdobywania dodatkowej wiedzy w interesujących ucznia zagadnieniach, naukę języków obcych itp. Celem organizowania zajęć pozalekcyjnych jest rozbudzanie i rozwijanie zainteresowań uczniów. Według definicji Wincentego Okonia to: 

nieobowiązkowa wykonywana w czasie wolnym działalność uczniów w obrębie szkoły obejmująca zajęcia w organizacjach młodzieżowych, kołach zainteresowań, świetlicy, sali gimnastycznej lub na boisku czy w ogrodzie szkolnym.